# Presbyterium (priestercollege)
Een presbyterium is het college van priesters van een bepaald bisdom.

## Etymologie
Het woord "presbyterium" is afkomstig van het Griekse "presbyteroi", wat "ouderen" betekent. Presbyter is een verouderd woord voor priester.

## Rooms-Katholieke Kerk
In de Rooms-Katholieke Kerk wordt de term presbyterium veel gebruikt sinds het Tweede Vaticaans Concilie. Alle priesters maken er deel van uit en vormen samen een college of familie. Officieel wordt een bisdom bestuurd door het bisdom, samen met het presbyterium. Het presbyterium geeft advies aan de bisschop via de priesterraad. Deze laatste is een officieel adviesorgaan.

## Andere godsdiensten
Ook in andere godsdiensten, zoals het jodendom, bestaat een "presbyterion" of raad der ouderlingen.